# ローマン・ヘルツォーク
ローマン・ヘルツォーク（Roman Herzog、 1934年4月5日 - 2017年1月10日） は、ドイツの法学者、政治家。連邦憲法裁判所長官（1987‐1994年）、第7代連邦大統領（1994年‐1999年）を歴任。所属政党はドイツキリスト教民主同盟。

## 経歴
バイエルン州ランツフートにプロテスタントの家庭に生まれる。父親は会社員ののちランツフート市公文書館館長になった。母は銀行に勤め、結婚後も仕事を続けた職業婦人。1953年、平均評定1.0（日本でいうオール5）の優秀な成績でアビトゥーアに合格し、ミュンヘン大学に入学して法学を学び、1957年に司法修習、1961年に国家司法試験に合格。1958年に法学博士号を取得。同年結婚し二男をもうける。1964年までミュンヘン大学で助手を務め、その間教授資格を取得。1965年にミュンヘン大学私講師。1965年、ベルリン自由大学で国法学及び政治学の正教授に就任。1967‐1968年に法学部長、1968－1969年に同副学部長。1969年からシュパイアー行政大学院で国法学と政治学の教鞭を執る。1971－1972年、同学長。ドイツ連邦共和国基本法に関する基礎文献である注釈書の共同編者の一人である。法学・政治学に関する著書多数。
1970年、キリスト教民主同盟に入党。1971年から1980年まで、ドイツ福音主義教会(EKD)総会代議員。1973年、ラインラント・プファルツ州のヘルムート・コール州首相に招聘され、州の次官級全権代表として連邦政府のあるボンに駐在。1978年、ロタール・シュペート州首相の下でバーデン・ヴュルテンベルク州文化・スポーツ大臣に就任。1978年から83年まで、CDUとキリスト教社会同盟（CSU）のプロテスタント部連邦代表。1979年にCDU連邦代表委員に加わる。1980年、バーデン・ヴュルテンベルク州議会選挙にゲッピンゲン選挙区から出馬し当選。1981年から1994年まで、キリスト教系の「Rheinischer-Merkur」紙の共同編集者。1982年、同州内務大臣に転じ、83年まで在職。
1983年、カールスルーエにある連邦憲法裁判所の判事に就任。そのため10月3日に州議会議員を辞職。第一小法廷裁判長及び副長官を務め、1987年から連邦憲法裁判所長官を務める。同時に1984年からシュパイアー行政大学院名誉教授（‐1994年）、テュービンゲン大学大学名誉教授（1986-1994年）。

### 連邦大統領
リヒャルト・フォン・ヴァイツゼッカーの任期満了に伴い、CDUの連邦大統領候補に指名され、1994年5月23日の連邦会議において第7代連邦大統領に選出された。7月1日就任。在任中の1996年1月3日、アウシュヴィッツ強制収容所の解放記念日である1月27日を「国家社会主義の犠牲者を追悼する日」に制定。1997年4月27日の演説で「ドイツは躍度（Ruck）を得て老朽化した制度を乗り越えなくてはならない」と主張。このRuckという言葉が流行語になった。同年11月5日には「すべての日刊紙の一面に掲載される」ほど、ドイツにとって教育が重要であると訴えた。演説に優れた前任者のヴァイツゼッカーに比べ、法律家でバイエルン出身のせいか、固い言葉を訥々と述べる印象が強かった。
1998年の連邦議会選挙でCDUが野党に転落し、再選の見込みが立たなかったためか二期目に挑戦せず、1999年6月30日に退任した。退任直後から翌年までヨーロッパ会議の座長を務め、欧州連合基本権憲章作成に携わった。1999年秋から半年間、カールスルーエ大学客員教授。大統領退任後は党活動に復帰し、2003年に社会保険制度改革に関する党の政策諮問機関「ヘルツォーク委員会」の委員長。その答申を基に、アンゲラ・メルケル党首は2005年の連邦議会選挙を戦い、辛うじて政権を奪取した。
「暴力に反対する子供のための連合（Bündnis für Kinder – gegen Gewalt）」基金の代表を務める。オックスフォード大学（イギリス）、ベン・グリオン大学（イスラエル）、ヴロツワフ大学（ポーランド）から名誉博士号。 1997年にアーヘン市からカール大帝賞。
2000年6月19日に42年間連れ添ったクリスティナ夫人が死去。翌年ベルリッヒンゲン男爵家の未亡人アレクサンドラ夫人と再婚した。2000年にはバイエルン放送で「Herzog spricht mit...」という6回シリーズのトーク番組の司会もしている。
2017年1月10日、死去。